# 菊地美伽
菊地 美伽（きくち みか、10月13日 - ）は長野県長野市出身の音楽家。

## 来歴・人物
- 趣味:グルメ、お酒、ペット。

国立音楽大学附属高等学校を経て国立音楽大学器楽科ピアノ専攻卒業。ピアノを海野敏子、安藤雅子、属澄江の諸氏に、室内楽及び伴奏法を白川浩に師事。現在、器楽・声楽およびミュージカルの伴奏ピアニストとして幅広く演奏活動を行っている。また福祉施設での音楽セッションも行っているがその活動はいわゆる音楽療法とは一線を画す。